# Fosfocreatina
A fosfocreatina, também conhecida como creatina fosfato ou PCr, é uma mólecula de creatina fosforilada que é um importante depósito de energia no músculo esquelético, já que transporta uma ligação fosfato de alta energia similar às ligações do ATP. A fosfocreatina é clivada instantaneamente para reconstituir a molécula de ATP (gasta na contração muscular) a partir de um ADP e de um novo íon fosfato que se liga a ele, além de formar creatina por 2 a 7 segundos após um esforço muscular intenso. Essa reação de degradação é reversível. 
Os poucos segundos (de cinco a oito segundos) em que uma pessoa é capaz de manter a contração muscular máxima se deve ao fato de que a quantidade total de fosfocreatina no músculo, assim como a do ATP, é muito pequena. A quantidade de fosfocreatina é em torno de cinco vezes maior que a quantidade de ATP.
A fosfocreatina tem um papel importante nos tecidos que possuem uma demanda muito alta de energia flutuante, como o músculo e o cérebro. Essa substância é sintetizada no fígado e é transportada para as células musculares para armazenamento.
A degradação da fosfocreatina gera a creatinina, cujos níveis no soro sanguíneo são muito utilizados para medir a função renal.

## Fosfocreatina e desempenho esportivo
A fosfocreatina desempenha papel importante no desempenho esportivo, especialmente em atividades de alta intensidade. Ela atua como uma reserva rápida de energia ao reabastecer o ATP, nossa principal fonte de energia muscular. Isso permite aos atletas um desempenho maior por períodos mais longos antes de ocorrer a fadiga.
Estudos e artigos têm demonstrado que a suplementação com creatina pode aumentar significativamente os níveis de fosfocreatina nos músculos, resultando em melhor desempenho atlético e recuperação. 